# 코난 그레이
코난 그레이(Conan Gray, 1998년 12월 5일 ~ )는 미국의 싱어송라이터, SNS 스타이다.

## 음반 목록

### 정규 음반
- Kid Krow (2020)

### EP
- Sunset Season (2018)